# Richard Redgrave

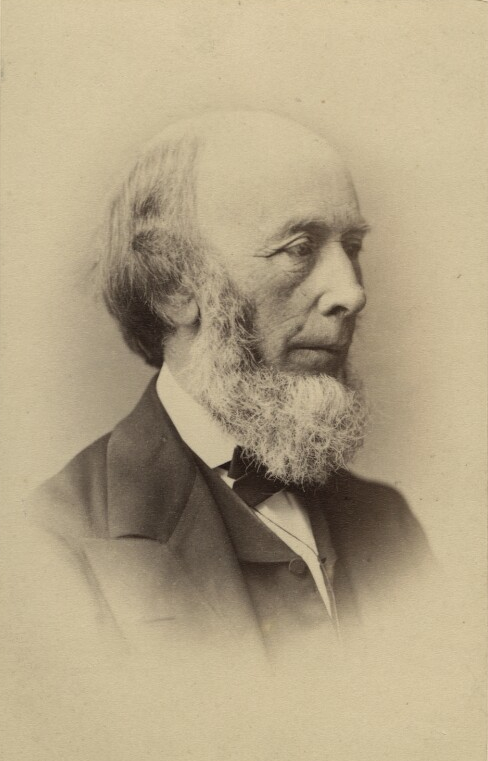
Richard Redgrave.

Richard Redgrave, född den 30 april 1804 i London, död där den 14 december 1888, var en engelsk målare.
Redgrave blev 1826 elev vid konstakademien och 1837 prisbelönad för Gulliver vid en förpaktares bord (South Kensington Museum). År 1840 gjorde han lycka med En utarmad adelsmans dotter, målade sedan Sömmerskan (1843), Modets slavar (1847), Kusinerna från landet (1848, National Gallery), Flykten till Egypten (1851), Eugen Aram (1868) och Olivias återkomst (National Gallery). I förening med Henry Cole grundlade han Museum of Manufactures, vilket sedermera utvidgades till South Kensington Museum. Han blev 1847 generalinspektör för konst och 1851 ledamot av konstakademien. I förening med sin bror Samuel Redgrave utgav han A century of painters of the English school (1866).